# قرار مجلس الأمن التابع للأمم المتحدة رقم 483
قرار مجلس الأمن التابع للأمم المتحدة رقم 483، المعتمد في 17 كانون الأول / ديسمبر 1980، بعد الإشارة إلى القرارات 425 (1978)، 426 (1978)، 427 (1978)، 434 (1978)، 444 (1979)، 450 (1979)، 459 (1979)، 467 (1980) و474 (1980)، وبالنظر إلى تقرير الأمين العام عن قوة الأمم المتحدة المؤقتة في لبنان (يونيفيل)، أشار المجلس إلى استمرار الحاجة إلى القوة بالنظر إلى الوضع بين إسرائيل ولبنان.
ومضى القرار لتمديد ولاية اليونيفيل حتى 19 يونيو 1981، مثنياً على العمل الذي قامت به القوة في المنطقة، وفيما يتعلق باتفاقية الهدنة العامة وإعادة تنشيط لجان الهدنة المختلطة.
تم تبني القرار 483 بأغلبية 12 صوتاً، بينما امتنعت ألمانيا الشرقية والاتحاد السوفيتي عن التصويت، ولم تشارك الصين.